# Hieronim Gintrowski
Hieronim Gintrowski CM (ur. 23 września 1878 w Czempiniu, zm. 1 listopada 1939 w Lasku Gdańskim koło Bydgoszczy) – polski duchowny katolicki, Sługa Boży Kościoła katolickiego.
W 1898 wstąpił do Zgromadzenia Księży Misjonarzy Świętego Wincentego à Paulo w Krakowie i tam przyjął święcenia kapłańskie w 1905 roku. Pracę duszpasterską i działalność misyjną prowadził w Tarnowie, w Białym Kamieniu i w Bydgoszczy. Był archiwistą zgromadzenia, oraz pełnił posługę kapelana w szpitalu św. Łazarza w Krakowie.

Po wybuchu II wojny światowej został aresztowany przez gestapo już  15 września 1939 i poddany torturom, a wkrótce zamordowany w lesie pod Bydgoszczą.
Zapamiętano go jako gorliwego spowiednika.
Jest jednym z 122 Sług Bożych, wobec których 17 września 2003 rozpoczął się proces beatyfikacyjny drugiej grupy męczenników z okresu II wojny światowej.